# Гатал
Гатал — царь сарматов в первой половине II века до н. э. Упомянут в «Истории» Полибия в числе европейских правителей, участвовавших в заключении мирного договора 179 г. до н. э. понтийского царя Фарнака I с рядом азиатских и европейских государств и автономных общин.
Упоминание сарматского царя Гатала среди суверенных европейских правителей свидетельствует о том, что его владения располагались в 179 г. до н. э. к западу от Дона. Это соответствует археологическим данным о распространении сарматских памятников на территории бывшей Европейской Скифии во II веке до н. э.
В настоящее время имя царя Гатала сохранилось в виде фамилий, таких как Gatal, Hatal, Hatala, Гатала, Гатальский, Gatalo и т. д. Люди с такими фамилиями преимущественно проживают в районе современной Польши, Германии, Беларуси, Украины и России.